# 崔貞媛
崔貞媛（韓語：최정원，1981年4月24日—），韓國女演員。2010年2月19日，從東國大學戲劇電影學系畢業，取得學士學位。

## 演出作品

### 電視劇
- 2001年：SBS《Cool》
- 2001年：SBS《神話（朝鲜语：신화 (드라마)）》
- 2003年：SBS《All In》飾演 劉貞愛
- 2003年：SBS《戀人》
- 2003年：SBS《愛情萬歲》
- 2004年：SBS《洪所長的秋天》
- 2004年：MBC《12月的熱帶夜》飾演 宋芝惠
- 2006年：KBS《家有七公主》飾演 羅美七
- 2008年：KBS《風之國》飾演 燕
- 2010年：SBS《摘星星給我》飾演 申紅兒
- 2011年：KBS《Brain》飾演 尹智慧
- 2013年：JTBC《她的神話》飾演 殷婷秀
- 2015年：SBS《魔女之城》飾演 吳丹星

### 電影
- 2007年：《Small Town Rivals》
- 2007年：《我的父親》（客串）
- 2008年：《大韓與民國》
- 2009年：《愛在雪梨》
- 2011年：《Strangers》
- 2011年：《完美遊戲》
- 2013年：《好朋友們》
- 2018年：《Mensore! 一間食堂》

### MV
- 2005年：金章勳《幸福嗎》（與李凡秀、柳承龍）
- 2009年：SeeYa《皮鞋》
- 2009年：SeeYa《狂愛之歌》
- 2009年：KCM《一天》（與金剛）

## 獲獎
- 2006年：KBS演技大賞－優秀演技賞、人氣賞
- 2007年：第3屆安德烈金最佳明星獎－女明星賞
- 2008年：KBS演技大賞－迷你水木劇部門 女子優秀演技賞、最佳情侶賞
- 2009年：第43屆模範納稅者表彰
- 2009年：第17屆春史電影賞－韓流文化大賞
- 2011年：KBS演技大賞－Netizen賞、最佳情侶賞（與申河均）

## 外部連結
- 崔貞媛的Instagram帳戶